# Salmo 150

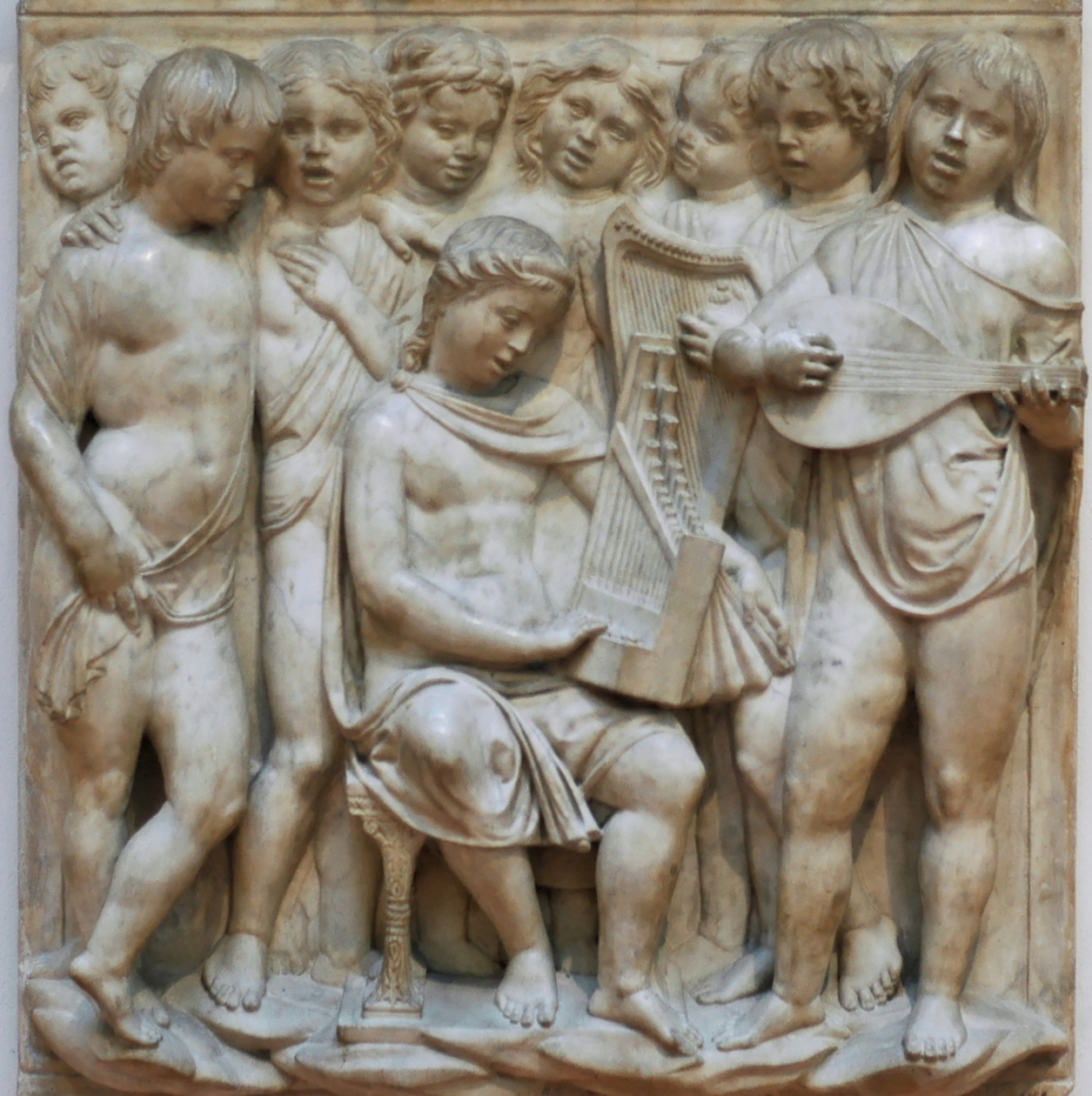
Scultura che illustra il salmo 150.

Il salmo 150 costituisce il centocinquantesimo e ultimo capitolo del Libro dei salmi.
È utilizzato dalla Chiesa cattolica nella liturgia delle ore.